# Wolfgang Gayler
Wolfgang Gayler (* 19. Dezember 1934 in Stuttgart; † 6. Oktober 2011 in Nürnberg) war ein deutscher Dirigent und Pianist.

## Leben
Gayler wurde 1934 als Sohn eines Zahnarztes geboren. Von 1945 bis 1954 besuchte er das Gymnasium Reutlingen. Danach studierte er an der Technischen Hochschule Stuttgart, der Staatlichen Hochschule für Musik Stuttgart, der Hochschule für Musik Freiburg und der Albert-Ludwigs-Universität Freiburg. Er war Stipendiat der Studienstiftung des Deutschen Volkes.
Als Repetitor begann er zunächst in Freiburg im Breisgau. 1965 wechselte er zu den Städtischen Bühnen Nürnberg. 1977 wurde er stellvertretender Generalmusikdirektor und 1993 Musikdirektor der Stadt Nürnberg. Ein Gastdirigat führte ihn 1984 an die Hamburger Staatsoper.
1958 teilte er sich gemeinsam mit Gábor Gabos und Rolf Kuhnert den 2. Preis des Kranichsteiner Musikpreises (Klavier).
Gayler war verheiratet und Vater von vier Kindern.